# Catedral de Santo Olavo (Oslo)
A Catedral de Santo Olavo ou Catedral de São Olavo (em norueguês:  Sankt Olavs domkirke) é uma catedral católica localizada em Oslo, Noruega.

## História
Na época da construção, a igreja estava sendo construída em St. Hanshaugen, perto do cemitério de Nosso Salvador (em norueguês:  Vår Frelsers gravlund), localizado no campo, fora da então cidade de Oslo. O trabalho foi financiado por doações privadas e de captação de recursos no exterior, a maior contribuinte individual foi a Rainha Josefina, que era católica.
A primeira missa da igreja foi celebrada em 24 de agosto de 1856, mas como não havia nenhum bispo católico no país, a igreja não foi consagrada até 8 de agosto de 1896.

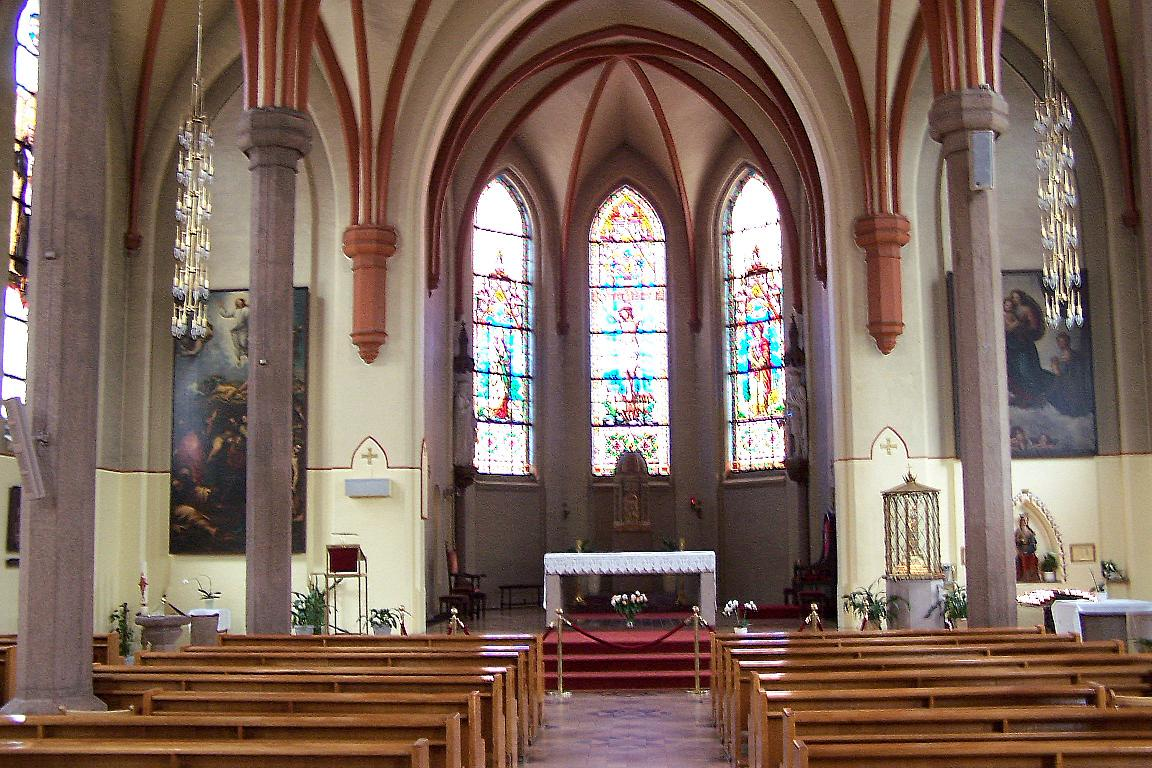
Interior da catedral de Santo Olavo

Quando a Diocese de Oslo foi criada, em 1953, a então igreja de Santo Olavo foi escolhida para ser a sede episcopal, sendo elevada à categoria de catedral. Ela é a segunda catedral católica em Oslo.
A Catedral de Santo Olavo foi visitada pelo Papa João Paulo II, quando ele visitou os países escandinavos, em 1989.